# David Macpherson
David Macpherson (Launceston, 3 de juliol de 1967) és una exjugador i entrenador de tennis australià, especialista en la categoria de dobles.
Ha guanyat un total de 16 títols de dobles i va arribar a ocupar l'onzena posició del rànquing.
Ha estat entrenador dels germans Bob i Mike Bryan entre els anys 2005 i 2016, que van esdevenir la millor parella masculina de tota la història del tennis en nombre de victòries i títols. Paral·lelament també va ser entrenador de John Isner, i posteriorment es va encarregar de l'equip de tennis masculí de la George Washington University.

## Biografia
Fill d'Ian i Merrily, té dos germans anomenats Paul i Carol. Es va casar amb l'estatunidenca Charlene el 24 de març de 1990, i van tenir dues filles anomenades Alexandra Grace (1993) i Isabella Jolie (2000).

## Palmarès

### Dobles masculins: 29 (16−13)
| Llegenda (pre/post 2009)                                 |
| -------------------------------------------------------- |
| Grand Slams (0−0)                                        |
| Tennis Masters Cup / ATP Finals (0−0)                    |
| ATP Masters Series / ATP World Tour Masters 1000 (1−1)   |
| ATP International Series Gold / ATP World Tour 500 (3−3) |
| ATP International Series / ATP World Tour 250 (12−9)     |

| Títols per superfície |
| --------------------- |
| Dura (6−4)            |
| Gespa (2−1)           |
| Terra batuda (6−5)    |
| Moqueta (2−3)         |

| Resultat  | Núm. | Data                   | Torneig                         | Superfície   | Parella           | Oponents                         | Marcador      |
| --------- | ---- | ---------------------- | ------------------------------- | ------------ | ----------------- | -------------------------------- | ------------- |
| Guanyador | 1.   | 12 de febrer de 1990   | Toronto, Canadà                 | Moqueta (i)  | Patrick Galbraith | Neil Broad Kevin Curren          | 2−6, 6−4, 6−3 |
| Finalista | 1.   | 25 de febrer de 1991   | Rotterdam, Països Baixos        | Moqueta (i)  | Steve DeVries     | Patrick Galbraith Anders Järryd  | 7−6, 6−2      |
| Finalista | 2.   | 14 d'octubre de 1991   | Lió, França                     | Moqueta (i)  | Steve DeVries     | Tom Nijssen Cyril Suk            | 7−6, 6−3      |
| Guanyador | 2.   | 3 de febrer de 1992    | Milà, Itàlia                    | Moqueta (i)  | Neil Broad        | Sergio Casal Emilio Sánchez      | 5−7, 7−5, 6−4 |
| Guanyador | 3.   | 2 de març de 1992      | Indian Wells, Estats Units      | Dura         | Steve DeVries     | Kent Kinnear Sven Salumaa        | 4−6, 6−3, 6−3 |
| Guanyador | 4.   | 27 d'abril de 1992     | Atlanta, Estats Units           | Terra batuda | Steve DeVries     | Mark Keil Dave Randall           | 6−3, 6−3      |
| Guanyador | 5.   | 4 de maig de 1992      | Charlotte, Estats Units         | Terra batuda | Steve DeVries     | Bret Garnett Jared Palmer        | 6−4, 7−6      |
| Guanyador | 6.   | 15 de juny de 1992     | Manchester, Regne Unit          | Gespa        | Patrick Galbraith | Jeremy Bates Laurie Warder       | 4−6, 6−3, 6−2 |
| Guanyador | 7.   | 28 de setembre de 1992 | Brisbane, Austràlia             | Dura (i)     | Steve DeVries     | Patrick McEnroe Jonathan Stark   | 6−4, 6−4      |
| Finalista | 3.   | 26 d'octubre de 1992   | Estocolm, Suècia                | Moqueta (i)  | Steve DeVries     | Todd Woodbridge Mark Woodforde   | 4−6, 4−6      |
| Finalista | 4.   | 15 de febrer de 1993   | Stuttgart, Alemanya             | Terra batuda | Steve DeVries     | Mark Kratzmann Wally Masur       | 3−6, 6−7      |
| Guanyador | 8.   | 12 d'abril de 1993     | Niça, França                    | Terra batuda | Laurie Warder     | Shelby Cannon Scott Melville     | 3−4, retirada |
| Finalista | 5.   | 16 de març de 1993     | New Haven, Estats Units         | Dura         | Steve DeVries     | Cyril Suk Daniel Vacek           | 3−6, 6−7      |
| Finalista | 6.   | 9 de gener de 1995     | Sydney, Austràlia               | Dura         | Trevor Kronemann  | Todd Woodbridge Mark Woodforde   | 6−7, 4−6      |
| Guanyador | 9.   | 27 de febrer de 1995   | Scottsdale, Estats Units        | Dura         | Trevor Kronemann  | Luis Lobo Javier Sánchez         | 4−6, 6−3, 6−4 |
| Guanyador | 10.  | 10 d'abril de 1995     | Barcelona, Espanya              | Terra batuda | Trevor Kronemann  | Andrea Gaudenzi Goran Ivanišević | 6−2, 6−4      |
| Guanyador | 11.  | 1 de maig de 1995      | Múnic, Alemanya                 | Terra batuda | Trevor Kronemann  | Luis Lobo Javier Sánchez         | 6−3, 6−4      |
| Guanyador | 12.  | 12 de febrer de 1996   | San José, Estats Units          | Dura (i)     | Trevor Kronemann  | Richey Reneberg Jonathan Stark   | 6−4, 3−6, 6−3 |
| Finalista | 7.   | 8 de juliol de 1996    | Gstaad, Suïssa                  | Terra batuda | Trevor Kronemann  | Jiří Novák Pavel Vízner          | 6−4, 6−7, 6−7 |
| Finalista | 8.   | 16 de juny de 1997     | 's-Hertogenbosch, Països Baixos | Gespa        | Trevor Kronemann  | Jacco Eltingh Paul Haarhuis      | 4−6, 5−7      |
| Finalista | 9.   | 7 de juliol de 1996    | Gstaad (2)                      | Terra batuda | Trevor Kronemann  | Ievgueni Kàfelnikov Daniel Vacek | 6−4, 6−7, 3−6 |
| Finalista | 10.  | 23 de febrer de 1998   | Filadèlfia, Estats Units        | Dura         | Richey Reneberg   | Jacco Eltingh Paul Haarhuis      | 6−7, 7−6, 2−6 |
| Guanyador | 13.  | 18 de maig de 1998     | St. Pölten, Àustria             | Terra batuda | Jim Grabb         | David Adams Wayne Black          | 6−4, 6−4      |
| Finalista | 11.  | 6 de març de 2000      | Scottsdale, Estats Units        | Dura         | Patrick Galbraith | Jared Palmer Richey Reneberg     | 3−6, 5−7      |
| Guanyador | 14.  | 1 de gener de 2001     | Adelaida, Austràlia             | Dura         | Grant Stafford    | Wayne Arthurs Todd Woodbridge    | 7−6, 6−4, 6−4 |
| Finalista | 12.  | 9 d'abril de 2001      | Casablanca, Marroc              | Terra batuda | Pablo Albano      | Michael Hill Jeff Tarango        | 6−7(2), 3−6   |
| Finalista | 13.  | 23 d'abril de 2001     | Atlanta                         | Terra batuda | Rick Leach        | Mahesh Bhupathi Leander Paes     | 3−6, 6−7(7)   |
| Guanyador | 15.  | 1 d'octubre de 2001    | Tòquio, Japó                    | Dura         | Rick Leach        | Paul Hanley Nathan Healey        | 1−6, 7−6, 7−6 |
| Guanyador | 16.  | 7 de juliol de 2003    | Newport, Estats Units           | Gespa        | Jordan Kerr       | Julian Knowle Jürgen Melzer      | 7−6, 6−3      |

## Trajectòria

### Dobles masculins
| Open d'Austràlia | 1R  | 2R  | 3R  | NC  | 2R   | 2R   | 1R  | 1R    | 2R    | 1R    | 3R    | 2R    | 3R    | 2R    | 2R    | SF    | 2R    | 3R    | 1R    | 2R    | A   | 0 / 19  |
| Roland Garros | A   | A   | A   | A   | 1R   | 1R   | A   | 1R    | 3R    | 2R    | 1R    | 1R    | 1R    | 3R    | 2R    | 3R    | 1R    | 2R    | 1R    | 1R    | A   | 0 / 15  |
| Wimbledon | A   | A   | A   | A   | A    | 1R   | A   | 2R    | 2R    | 3R    | 1R    | 3R    | 2R    | 1R    | 2R    | QF    | 2R    | 1R    | 1R    | QF    | A   | 0 / 14  |
| US Open | A   | A   | A   | A   | 1R   | A    | A   | 2R    | QF    | 2R    | 2R    | 2R    | 2R    | QF    | 3R    | 2R    | 2R    | QF    | 2R    | 2R    | A   | 0 / 14  |
| Total Victòries–Derrotes                                                                                                  | 0–1 | 1–1 | 3–2 | 2–3 | 9–12 | 9–17 | 5–6 | 29–31 | 28–33 | 42–26 | 23–29 | 18–28 | 32–24 | 33–26 | 27–26 | 36–28 | 26–26 | 22–27 | 27–24 | 12–25 | 4–0 | 388–395 |
| Rànquing a final d'any | –   | 465 | 219 | 206 | 109  | 224  | 124 | 37    | 40    | 15    | 41    | 53    | 40    | 33    | 41    | 21    | 45    | 43    | 37    | 76    | 254 |         |
| Llegenda: G: Guanyador; F: Finalista; SF: Semifinalista; QF: Quarts de final; Q: Qualificació; A: Absent; RR: Round Robin |     |     |     |     |      |      |     |       |       |       |       |       |       |       |       |       |       |       |       |       |     |         |